# 양윤영
양윤영(1984년 9월 7일 ~ )은 대한민국의 모델이다.

## 학력
- 목포여자고등학교 (졸업)
- 동덕여자대학교 모델과 (2007년 졸업)
- 동덕여자대학교 대학원 모델과 (재학)

## 연기 활동

### M/V
- 2005년 안재욱 - 두루루
- 2009년 안재욱 - 사랑이 사랑을
- 2011년 타블로 - 나쁘다
- 2011년 김형준 - Girl

## 광고
- 2007년 해태htb 차온
- 2007년 LG유플러스 엑스피드
- 2007년 삼성전자 센스
- 2009년 애니콜 햅틱 착
- 2010년 매일 퓨어
- 2010년 에이스침대
- 2011년 비트